# 順正高等看護福祉専門学校
順正高等看護福祉専門学校（じゅんせいこうとうかんごふくしせんもんがっこう、英語:JUNSEI SCHOOL OF Nursing & Welfare ）は、岡山県高梁市にあった看護学・福祉学系の専門学校（専修学校）である。通称は順正高看（じゅんせいこうかん）。運営は学校法人 順正学園。同学園運営によって同敷地内に設置されている吉備国際大学の関連校。旧称は順正高等看護専門学院（じゅんせいこうとうかんごせんもんがくいん）もしくは順正高等看護専門学校（じゅんせいこうとうかんごせんもんがっこう）。

## 概観
1967年（昭和42年）学校法人高梁学園によって順正短期大学（のち吉備国際大学短期大学部）が開学された折、その隣地に順正高等看護専門学院として設置された同短期大学附設の看護専門学校。1990年に吉備国際大学が設立されてからは、同大学の実質的な附設校となった。2012年より上位校である吉備国際大学短期大学部から介護福祉士養成課程を継承し看護単科学校から、看護科と介護福祉科を持つ専門学校となっている。
本学の在する場所は1885年、福西志計子によって設立された、岡山県最初の近代式女学校である順正女学校（じゅんせいじょがっこう、現在の岡山県立高梁高等学校家政科）が在した地であり、本校の名前は開学当時の上位校であった短期大学と同様に同女学校より継承されたものである。実質的な上位校にあたる吉備国際大学が設立されてからは同大学への編入による学士取得の道も開かれるようになった。2010年に高梁学園が改組により学校法人 順正学園となった際、順正短期大学は吉備国際大学に併合され同大の短期大学部となったため、順正高看は同学園の運営校の中で唯一、校名に順正の名を残す学校となった。
「学生一人ひとりのもつ能力を最大限に引き出し引き伸ばし、社会に有為な人材を養成する」を教育理念とする。これは上位校であった順正短大より続く、運営法人たる順正学園全体による理念でもあるため、上位校の吉備国大も同じ理念を掲げている。
校章は旧・順正短期大学と同様の順正松葉である。中央に設えられた縦書きの「順正」の文字の下に葉先を合わせた松葉があしらわれている。（吉備国際大学短期大学部#象徴も参照）

## 沿革
※公式サイトより抜粋
- 1966年9月 岡山県立高梁高等学校の統合設置を受け、閉校校舎を高梁市より譲受。同校舎の管理団体として高梁市と加計学園との共同出資のもと高梁学園が任意団体として設立。
- 1967年 学校法人高梁学園、設置認可（任意団体の学校法人化）。順正短期大学の隣地に順正高等看護専門学院が設置開学される（設置認可、同年1月）
  - 定員30名、修業年次3年。
- 1971年 定員を50名に変更
- 1976年 校名を順正高等看護専門学校とした上で課程制を導入し看護専門課程を置く。
- 1986年 定員を80名に変更
- 1994年 学科制導入。看護専門課程看護学科を置く。
- 1990年 吉備国際大学開学。学士課程への編入の道が開かれる。
- 1995年 文部省告示第84号に基づき専門士の授与を開始。
- 2010年 学園運営組織の改組。運営母体名が高梁学園から順正学園となる。順正短大が吉備国際大学短期大学部に。
- 2011年 岡山県知事より社会福祉課程の設置認可を受ける。
- 2012年 吉備国際大学短期大学部・保健科保健福祉専攻より介護福祉士養成課程を譲受され、社会福祉課程介護福祉学科が設置。順正高等看護福祉専門学校となる。
- 2016年 学園設立50周年。
- 2021年 看護学科の学生募集を停止。
- 2022年 介護福祉学科の学生募集を停止。
- 2023年 最後の卒業生が卒業し、閉校となる。

## 設置課程・学科
- 看護専門課程 看護学科
- 社会福祉課程 介護福祉学科

## 取得可能資格

### 看護学科
- 看護師国家試験受験資格
- 養護教諭養成所受験資格
- 保健師学校受験資格
- 助産師学校受験資格
- 専門士の称号

### 介護福祉学科
- 介護福祉士
- 福祉住環境コーディネーター

## 関連校
以下の学校に関連校として編入の道が開かれている。

### 学校法人順正学園
- 吉備国際大学（岡山県高梁市。実質上の上位校で[要出典]看護学科と社会福祉学科を持つ）
- 九州保健福祉大学（宮崎県延岡市。社会福祉学部を持つ）

### 学校法人加計学園
- 岡山理科大学（岡山県岡山市北区）
- 倉敷芸術科学大学（岡山県倉敷市）
- 千葉科学大学（千葉県銚子市。看護学科を持つ）

## 進路
岡山県下の医療機関や福祉施設への就職が目立つ。一方で既記した上記関連大学へ編入する人材も多い。特に本学を経由しての関連校への編入の場合は上記した各種資格を得てから編入する事になるので、本学を経由せず普通に入学するよりもキャリアアップが図れる。そのため当初より関連大学進学を目的に本学に入学する者も多少なりとも存在する。

## 関連する人物
- 加計勉 - 本学設立者であり学祖。加計学園グループの設立者。高梁学園の初代理事長。
- 福西志計子 -本学（順正学園）の源流者（ルーツ、学祖に準ずる者）として位置付けられ推戴される者[3]。明治時代の教育者。本学の在する地に岡山県初の女学校である順正女学校を設置した。